# Dementia 13
Dementia 13 is een Amerikaanse horrorfilm uit 1963 en is vooral bekend als het speelfilmdebuut van regisseur Francis Ford Coppola. De film werd door American International Pictures uitgebracht als een dubbelfilm samen met Roger Corman's X: The Man with the X-ray Eyes. Door een foute auteursrechtenregistratie bevindt de film zich in het publiek domein. In 2017 heeft Coppola met zijn bedrijf American Zoetrope de film gerestaureerd, gehermonteerd en opnieuw uitgebracht als een Director's Cut. In 2017 kwam er ook een remake uit geregisseerd door Richard LeMay.

## Plot
Een doortrapte weduwe bedenkt een gedurfd plan om de erfenis van haar overleden echtgenoot te verkrijgen, zich niet bewust van het feit dat ze het doelwit is van een moordenaar met een bijl die zich schuilhoudt op het landgoed van de familie.